# روپرت آنتونی اسمیت
روپرت آنتونی اسمیت (انگلیسی: Rupert Smith؛ زادهٔ ۱۳ دسامبر ۱۹۴۳) فرد نظامی اهل بریتانیا است. وی همچنین برندهٔ جوایزی همچون نشان حمام و نشان امپراتوری بریتانیا شده‌است.
یک افسر بازنشسته ارتش بریتانیا و نویسنده کتاب «کاربرد نیرو» است. او در طول جنگ خلیج فارس، فرمانده ارشد بود که به خاطر آن نشان خدمات برجسته و بار دیگر در طول جنگ بوسنی، که به خاطر آن نشان وکالت به او اعطا شد. او بعدها معاون فرمانده عالی متفقین در اروپا شد.